# جون جاي أوكونور (صحفي)
جون جاي أوكونور (بالإنجليزية: John J. O'Connor)‏ هو صحفي أمريكي، ولد في 10 يوليو 1933 في ذا برونكس في الولايات المتحدة، وتوفي في 13 نوفمبر 2009 في مانهاتن في الولايات المتحدة بسبب سرطان الرئة.